# Hélio Delmiro
Hélio Delmiro (Rio de Janeiro, 20 de maio de 1947 – Brasília, 16 de junho de 2025) foi um guitarrista e violonista de jazz e de música brasileira. Considerado um dos grandes expoentes destes instrumentos no Brasil. Seu álbum, Samambaia, de 1981, gravado ao lado do pianista César Camargo Mariano, é considerado um marco de referência para a música instrumental brasileira. Em 1996, sua apresentação ao lado do violonista Guinga, foi premiado como o Melhor Espetáculo Instrumental do Ano pelo jornal O Globo.

## Carreira
Hélio Delmiro se interessou por música desde bem cedo influenciado por seus irmãos. Seu primeiro instrumento foi o cavaquinho, presente de seu irmão Juca, aos 5 anos de idade. Seu outro irmão, Carlos, era violonista. Aos seus 14 anos, no início dos anos 60, seu interesse pela Bossa Nova o levou a se dedicar integralmente ao violão.[carece de fontes?] Foi nessa época que começou a tocar em bailes com o conjunto de Moacyr Silva.
Em 1965, integrou, juntamente com Claudio Caribé (bateria), Luizão Maia (baixo), Hélio Celso (teclado), Márcio Montarroyos (trompete) mais dois músicos o grupo Fórmula 7, com o qual se apresentou em vários programas da TV Rio e da TV Record (SP).
Ao longo dos anos 60 toca com importantes nomes do cenário musical brasileiro, entre eles Moacyr Silva e Márcio Montarroyos. Seu contato com o saxofonista Victor Assis Brasil, na noite de jazz carioca, parece ter sido um marco na carreira de Delmiro. O saxofonista o convidou para a gravação de seu segundo álbum, Trajeto. Mais tarde, Hélio Delmiro tocou com nomes como Elizete Cardoso, Clara Nunes, Marlene, César Camargo Mariano, Arthur Verocai, Antonio Carlos e Jocafi, Maria Creuza, Elza Soares, Elis Regina, João Bosco, João Donato, Carlos Lyra, Marcos Valle, Tamba Trio, Wagner Tiso, Toninho Horta, Djavan, Renato Russo, Nana Caymmi, Emilio Santiago, MPB-4, Milton Nascimento e Tom Jobim.[carece de fontes?]
Nos anos 70, despertou o interesse de músicos de naipe internacional, principalmente músicos de jazz. Entre eles Paul Horn, Jeremy Steig, Dave Grusin, Sarah Vaughan, Clare Fischer e Lalo Schifrin.[carece de fontes?]
Em 1978, participou do I Festival de Jazz Montreux (SP), em duo com Luiz Eça.
A sua importância na música instrumental brasileira pode ser percebida por meio dos trabalhos acadêmicos sobre sua obra, conforme os dois exemplos abaixo:
Helio Delmiro, Villa Lobos e o choro: uma análise comparativa Entre “Chama” e “choros no.1”

## Morte
Morreu no dia 16 de junho de 2025 aos 78 anos, vítima de complicações de diabetes e problemas renais em Brasília, onde vivia.

## Discografia
- Emotiva (1980)
- Exclusivamente Brasil (1980), (com Sarah Vaughan)
- Samambaia (1981), (com César Camargo Mariano)
- Chama (1984)
- Romã: Hélio Delmiro in Concert (1991)
- Symbiosis (1999), (com Claire Fischer)
- Violão Urbano (2002)
- Compassos (2004)

### Participações
- Victor Assis Brasil: Trajeto (1966)